# 1944 (album)
1944 is het vierde album en het eerste internationale album van de Oekraïense zangeres Jamala. Het werd op 10 juni 2016 uitgebracht, in Europa door Universal Music Denmark en in de Verenigde Staten door Republic Records. Het album bevat onder meer de single '1944', waarmee Jamala het Eurovisiesongfestival 2016 won.

## Achtergrond
Op 5 februari 2016 verscheen '1944' als eerste single van Jamala's eerste internationale album. Hiermee werd de zangeres aangekondigd als een van de achttien deelnemende acts in de Oekraïense nationale selectie voor het Eurovisiesongfestival. Ze trad op tijdens de eerste halve finale op 6 februari en de finale op 21 februari. Jamala eindigde tweede bij de jury en eerste bij de televoting, wat resulteerde in een gelijkspel met The Hardkiss en hun nummer 'Helpless'. Jamala won echter alsnog, omdat de uitslag van de televoting doorslaggevend was. Tijdens het Eurovisiesongfestival won ze met 534 punten. Het was het eerste lied op het festival dat deels in het Krim-Tataars werd gezongen.
'1944' is een protestlied over de deportatie van 240.000 Krim-Tataren in 1944 door Jozef Stalin. Achter het lied schuilt een persoonlijk verhaal, omdat Jamala's grootmoeder met haar vier zoons en dochter tot de Krim-Tataren behoorden. Na het uiteenvallen van de Sovjet-Unie in 1991, keerde haar familie terug naar de Krim, dat deel uitmaakt van Oekraïne. Met het lied wilde Jamala bereiken dat dit deel van de geschiedenis wordt "herkend en herdacht". Hoewel het verhaal zich aan het eind van de Tweede Wereldoorlog afspeelt, is het thema van het lied politiek beladen. Twee jaar voor de 61ste editie van het songfestival was de Krim door Rusland geannexeerd. Vanwege de politieke gevoeligheid probeerde Rusland in aanloop naar het festival om het nummer tegen te houden. Het zou echter geen politieke teksten bevatten, waardoor het toestemming kreeg om opgevoerd te worden. Het jaar erop werd het songfestival in Oekraïne gehouden en mocht Rusland - vanwege de grote politieke spanningen - niet deelnemen. Het was voor het eerst sinds 1999 dat Rusland afwezig was.
Naast het songfestivallied bevat 1944 nummers die al eerder verschenen. 'I'm Like a Bird' is afkomstig van Jamala's tweede album All or Nothing. 'Hate Love' en 'Drifting Apart' verschenen op het derde album Подих (podykh; 'adem'), net als de Oekraïenstalige nummers 'Очима' (ochyma, 'met mijn ogen'), 'Шлях додому' (shlyakh dodomu, 'de weg naar huis') en 'Подих' (podykh; 'adem') die op 1944 respectievelijk de Engelse titels 'With My Eyes', 'Way to Home' en 'Breath' kregen. 'You've Got Me' is de Engelstalige versie van het nummer 'Чому саме тебе' (chomu same tebe; 'waarom jij'), dat eveneens oorspronkelijk - in het Oekraïens - op het derde album verscheen.
Op 10 mei 2016 verscheen 1944 eerst als extended play, een maand later op 10 juni volgde het album. In 2017 verscheen de heruitgave met als bonustrack een symfonische versie van '1944'.

## Tracklist

### Extended play
1. 1944
2. Watch Over Me
3. Hate Love
4. I'm Like a Bird
5. Thank You

### Album
1. 1944
2. I'm Like a Bird
3. Hate Love
4. Watch Over Me
5. Perfect Man
6. My Lover
7. Drifting Apart
8. You've Got Me
9. Thank You
10. With My Eyes
11. Way to Home
12. Breath

### Heruitgave
1. 1944
2. I'm Like a Bird
3. Hate Love
4. Watch Over Me
5. Perfect Man
6. My Lover
7. Drifting Apart
8. You've Got Me
9. Thank You
10. With My Eyes
11. Way to Home
12. Breath
13. 1944 (Symphonic Version)